# Râul Nireș, Lăpuș
Râul Nireș este un curs de apă, în județul Maramureș, afluent al râului Lăpuș.